# Sporting Club Éghezée
Maillots
Dernière mise à jour : 9 mai 2012.
Le Sporting Club Éghezée est un ancien club de football belge, basé dans la commune d'Éghezée en province de Namur. Porteur du matricule 4503, le club dispute 9 saisons dans les séries nationales, toutes en Promotion. Il disparaît en 1991 dans une fusion avec l'Alliance Sportive Hemptinne, pour former l'Association Clubs Hemptinne-Eghezée.

## Histoire
Le Sporting Club Éghezée est fondé juste après la Seconde Guerre mondiale, le 21 août 1946. Il s'affilie la même année à l'Union belge de football, et reçoit le matricule 4503. Le club commence son histoire dans les divisions provinciales, dont il gravit petit à petit les échelons. En 1974, il atteint pour la première fois la Promotion, quatrième et dernier niveau national. L'expérience ne dure qu'un an, le club étant relégué douze mois plus tard.
Le SC Éghezée met huit ans pour revenir en nationales. Pour son retour, il se sauve de justesse en 1984. Il est rejoint en Promotion par l'Alliance Sportive Hemptinne, le club de l'entité voisine d'Hemptinne, ce qui donne lieu à des derbies passionnés entre les deux formations. Le club d'Éghezée obtient de meilleurs résultats, et se positionne en milieu de classement, tandis que l'AS Hemptinne est reléguée. Le club alterne ensuite les bonnes et les moins bonnes saisons en Promotion. Il termine une nouvelle fois juste au-dessus de la zone de relégation en 1987, puis obtient l'année suivante son meilleur classement historique avec une quatrième place. Le rival hemptinnois remonte en Promotion en 1989, et l'on retrouve les derbies entre les deux équipes, qui terminent toutes deux dans la première moitié du classement. Malheureusement pour les supporters, le club finit avant-dernier de sa série en 1991, et doit redescendre en première provinciale après huit saisons consécutives en Promotion.
Dans le même temps, l'AS Hemptinne, désormais seul club de la région en nationales, cherche à améliorer ses installations pour continuer à grandir. Le SC Éghezée, lui, dispose d'un stade plus moderne mais ne jouera plus en Promotion. La fusion est alors rapidement conclue, et donne naissance à l'Association Clubs Hemptinne-Eghezée, communément appelée « A.C.H.E. ». Le club ainsi créé conserve le matricule 4286 de l'AS Hemptinne, et sa place en Promotion. Le matricule d'Éghezée est radié des listes de la Fédération.

## Résultats dans les divisions nationales
Statistiques clôturées, club disparu

### Bilan
| Niv | Divisions     | Jouées | Titres | TM Up | TM Down |
| --- | ------------- | ------ | ------ | ----- | ------- |
| I   | 1re nationale | 0      | 0      |       |         |
| II  | 2e nationale  | 0      | 0      |       |         |
| III | 3e nationale  | 0      | 0      |       |         |
| IV  | 4e nationale  | 9      | 0      |       |         |
| V   | 5e nationale  | 0      | 0      |       |         |
|     |               |        |        |       |         |
|     | TOTAUX        | 9      | 0      | 0     | 0       |

- TM Up : test-match pour départager des égalités, ou toutes formes de Barrages ou de Tour final pour une montée éventuelle.
- TM Down : test-match pour départager des égalités, ou toutes formes de Barrages ou de Tour final pour le maintien.

### Classements saison par saison
| Ordre               | Saison  | Nom du club                                             | Niveau                                                  | Classement final                                        | Remarques                                               |
| ------------------- | ------- | ------------------------------------------------------- | ------------------------------------------------------- | ------------------------------------------------------- | ------------------------------------------------------- |
| 1                   | 1974-75 | SC Éghezée                                              | Promotion série C                                       | 13e/16                                                  | Relégué!                                                |
| séries provinciales |         |                                                         |                                                         |                                                         |                                                         |
| 2                   | 1983-84 | SC Éghezée                                              | Promotion série D                                       | 13e/16                                                  |                                                         |
| 3                   | 1984-85 | SC Éghezée                                              | Promotion série D                                       | 6e/16                                                   |                                                         |
| 4                   | 1985-86 | SC Éghezée                                              | Promotion série C                                       | 7e/16                                                   |                                                         |
| 5                   | 1986-87 | SC Éghezée                                              | Promotion série D                                       | 13e/16                                                  |                                                         |
| 6                   | 1987-88 | SC Éghezée                                              | Promotion série D                                       | 4e/16                                                   |                                                         |
| 7                   | 1988-89 | SC Éghezée                                              | Promotion série D                                       | 11e/16                                                  |                                                         |
| 8                   | 1989-90 | SC Éghezée                                              | Promotion série D                                       | 7e/16                                                   |                                                         |
| 9                   | 1990-91 | SC Éghezée                                              | Promotion série C                                       | 15e/16                                                  | Relégué!                                                |
| X                   | 1991    | Fusion avec l'AS Hemptinne, le matricule 4503 disparaît | Fusion avec l'AS Hemptinne, le matricule 4503 disparaît | Fusion avec l'AS Hemptinne, le matricule 4503 disparaît | Fusion avec l'AS Hemptinne, le matricule 4503 disparaît |

### Sources et liens externes
- (nl) « Fiche de l'équipe », sur Belgian Soccer Database